# Cyclocross-Weltmeisterschaften 1956
Die Cyclocross-Weltmeisterschaften 1956 wurden am 19. Februar in Luxemburg ausgetragen. Sie waren die siebten ihrer Art. Es gab ein Rennen in der offenen Kategorie, also für Profis und Amateure gleichermaßen. Schauplatz war wie bei den Cyclocross-Weltmeisterschaften 1951 das Waldgebiet Baumbusch im Ortsteil Mühlenbach.

## Ergebnisse
| Platz | Land       | Sportler         |
| ----- | ---------- | ---------------- |
| 1     | Frankreich | André Dufraisse  |
| 2     | Frankreich | Georges Meunier  |
| 3     | Schweiz    | Emanuel Plattner |

### Mannschaftswertung
| Platz | Land       | Punkte |
| ----- | ---------- | ------ |
| 1     | Frankreich | 9      |
| 2     | Schweiz    | 18     |
| 3     | Luxemburg  | 23     |